# Jack Albertson
Jack Albertson (Malden, 16 de junho de 1907 — Hollywood, 25 de novembro de 1981) foi um ator característico de Vaudeville e, também, comediante, dançarino, cantor e músico estadunidense. Albertson talvez seja mais conhecido pelos seus papéis como Manny Rosen em The Poseidon Adventure, de 1972, do vovô Joe na primeira adaptação cinematográfica de Charlie and the Chocolate Factory, de 1971 e de Ed Brown na sitcom televisiva Chico and the Man, entre 1974 e 1978. Pela sua contribuição na indústria da televisão, Jack Albertson foi honrado com uma estrela na Calçada da Fama no número 6253 na Avenida Hollywood Boulevard.

## Infância
Jack nasceu em Malden, Massachusetts, Estados Unidos, filho da imigrante russa judia Flora Craft e Leopold Albertson. Sua irmã foi a atriz Mabel Albertson. Sua mãe gostaria de ser atriz, mas suportou a família trabalhando em uma fábrica de sapatos. Albertson saiu do ensino secundário e viajou até Nova Iorque na tentativa de se tornar grande no show business. Ele era muito pobre para conseguir um quarto em qualquer espelunca, então no inverno ele dormia no metrô IRT por um níquel, e esconder-se quando os funcionários iriam limpar o trem no final da linha. No verão ele dormia no Central Park. O primeiro emprego real de Albertson no show business foi com a troupe viajante vaudeville a Dancing Verselle Sisters. Ele foi considerado um completo artista dos tempos antigos.

## Carreira

### Broadway
Albertson trabalhou em burlesco como hoofer (dançarino de sapatos macios) e um homem hétero para Phil Silvers no Circuito Minsky's Burlesque. Além de vaudeville e burlesco, ele apareceu no teatro em várias peças da Broadway incluindo High Button Shoes, Top Banada, The Cradle Will Rock, Make Mine Manhattan, Show Boat, Boy Meets Girl, Girl Crazy, Meet the People, The Sunshine Boys (por esse, ganhou uma nomeação ao Tony Award de melhor ator) e The Subject Was Roses (por esse, ganhou um Tony Award de melhor ator coadjuvante). Ele também era conhecido por dois programas de rádio, Just Plain Bill e The Jack Albertson Comedy Show.

### Cinema
Jack apareceu em mais de 30 filmes. Ele ganhou um Oscar de melhor ator coadjuvante pelo seu papel no filme de 1968 A História de Três Estranhos. Ele apareceu como vovô Joe, avô de Charlie Bucket em Willy Wonka and the Chocolate Factory, de 1971. e em The Poseidon Adventure, de 1972, onde ele interpretou Manny Rosen, marido de Belle (interpretada por Shelley Winters). Albersort disse que seu único pesar é que ele não foi convidado para reprisar seu papel na versão cinematográfica de The Sunshine Boys. Um clássico filme que teve um personagem menor foi em "Miracle on 34th Street" onde interpretou o funcionário do correio que enviou a correspondência para Kris Kringle no tribunal de Nova Iorque. Este ato levou à decisão judicial em favor do Papai Noel.

### Rádio
Albertson foi radialista e, por um tempo, foi regular no show de Milton Berle, no final dos anos 1940.

### Televisão
A televisão também viu muito do talento de Jack. Ele apareceu em dezenas de séries, incluindo papéis recorrentes na série de Dean Jones da NBC Ensign O'Toole entre 1962 a 1963 e na de Jack Sheldon, um papel de curta duração em 'Run, Buddy, Run na CBS em 1966. Ele estrelou em Chico and the Man, no qual ganhou um Emmy, fazendo dele um dos poucos animadores a ganhar a tríplice coroa de entretenimento visual (um Tony, um Oscar e um Emmy). Ele fez participações especiais em séries como Happy da NBC, estrelando Ronnie Burns, a sindicada State Trooper estrelando Rod Cameron, Bus Stop da ABC na temporada de 1961-1962 e uma combinação de siticom com drama da CBS, Glynis, estrelando Glynis Johns e Keith Andes, que foi ao ar durante treze semanas, no outono de 1963.
Em um episódio de 1967 de The Andy Griffith Show, ele interpretou Bradford J. Taylor, o primo da tia Bee.

## Vida pessoal e morte
Ele morou por anos em West Hollywood, Califórnia. Em 1978 foi diagnosticado com Câncer colorretal, mas manteve esta informação confidencial para que ele pudesse continuar a atuar. Fez dois filmes para televisão, My Body, My Child, de 1982 e Grandpa, Will You Run With Me?, também de 1982, que foram lançados postumamente.
Albertson morreu em 25 de novembro de 1981. Ele e sua irmã Mabel Albertson foram cremados e tiveram suas cinzas espalhadas pelo Oceano Pacífico.

## Filmografia
| Ano  | Título                                    | Papel                        | Notas                            |
| ---- | ----------------------------------------- | ---------------------------- | -------------------------------- |
| 1938 | Next Time I Marry                         | Repórter                     | não confirmado                   |
| 1940 | Strike Up the Band                        | Barker                       | não creditado                    |
| 1947 | Miracle on 34th Street                    | funcionário dos correios     | não creditado                    |
| 1952 | Anything Can Happen                       | Vendedor de flores           | não creditado                    |
| 1954 | Top Banana                                | Vic Davis                    |                                  |
| 1955 | Bring Your Smile Along                    | Mr. Jenson                   |                                  |
| 1956 | Over-Exposed                              | Les Bauer                    | não creditado                    |
| 1956 | The Harder They Fall                      | Pop                          |                                  |
| 1956 | The Eddy Duchin Story                     | Afinador de piano            | não creditado                    |
| 1956 | The Unguarded Moment                      | Prof                         |                                  |
| 1956 | You Can't Run Away from It                | Third proprietor             |                                  |
| 1957 | Man of a Thousand Faces                   | Dr. J. Wilson Shields        |                                  |
| 1957 | Don't Go Near the Water                   | Rep. George Jansen           |                                  |
| 1957 | Monkey on My Back                         | Sam Pian                     |                                  |
| 1958 | Teacher's Pet                             | Guia                         |                                  |
| 1959 | Never Steal Anything Small                | Sleep-Out Charlie Barnes     |                                  |
| 1959 | The Shaggy Dog                            | Repórter                     | não creditado                    |
| 1961 | The George Raft Story                     | Milton                       |                                  |
| 1961 | Lover Come Back                           | Fred                         |                                  |
| 1962 | Convicts 4                                | Professor de arte            |                                  |
| 1962 | Period of Adjustment                      | Sargento                     |                                  |
| 1962 | Who's Got the Action?                     | Hodges                       |                                  |
| 1962 | Days of Wine and Roses                    | Traynor                      |                                  |
| 1963 | Son of Flubber                            | Mr. Barley                   |                                  |
| 1964 | Kissin' Cousins                           | Capitão Robert Jason Salbo   |                                  |
| 1964 | The Patsy                                 | Theatergoer with Helen       |                                  |
| 1964 | Roustabout                                | Lou (gerente da casa de chá) |                                  |
| 1965 | How to Murder Your Wife                   | Dr. Bentley                  |                                  |
| 1967 | The Flim-Flam Man                         | Mr. Packard                  |                                  |
| 1968 | How To Save A Marriage and Ruin Your Life | Mr. Slotkin                  |                                  |
| 1968 | The Subject Was Roses                     | John Cleary                  | Oscar de melhor ator coadjuvante |
| 1969 | Justine                                   | Cohen                        |                                  |
| 1969 | Changes                                   | The Father                   |                                  |
| 1970 | Squeeze A Flower                          | Alfredo Brazzi               |                                  |
| 1970 | Rabbit, Run                               | Marty Tothero                |                                  |
| 1971 | Once Upon A Dead Man                      |                              |                                  |
| 1971 | Willy Wonka and the Chocolate Factory     | Vovô Joe                     |                                  |
| 1971 | The Late Liz                              | Reverendo Gordon Rogers      |                                  |
| 1972 | Pickup on 101                             | Hobo                         |                                  |
| 1972 | The Poseidon Adventure                    | Manny Rosen                  |                                  |
| 1981 | The Fox and the Hound                     | Hunter (Amos Slade)          | voz                              |
| 1981 | Dead and Buried                           | William G. Dobbs             |                                  |
| 1982 | The American Adventure                    | Mark Twain                   |                                  |

## Créditos na televisão - papéis recorrentes
| Ano       | Título                     | Papel               | Notas                                                               |
| --------- | -------------------------- | ------------------- | ------------------------------------------------------------------- |
| 1957-1959 | The Thin Man               | Tenente Harry Evans | 14 episódios                                                        |
| 1959-1962 | The Jack Benny Program     | Repórter            | 6 episódios                                                         |
| 1961-1964 | Mister Ed                  | Paul Fenton         | 7 episódios                                                         |
| 1962      | Room for One More          | Walter Burton       |                                                                     |
| 1971-1972 | Dr. Simon Locke            | Dr. Andrew Sellers  |                                                                     |
| 1974-1978 | Chico and the Man          | Ed Brown            | 1975 - Nominado - Emmy 1976 - Vencedor- Emmy 1977 - Nominado - Emmy |
| 1978      | Grandpa Goes to Washington | Senador Joe Kelley  |                                                                     |

## Televisão - participações
| Ano       | Título                         | Papel                     | Notas                                       |
| --------- | ------------------------------ | ------------------------- | ------------------------------------------- |
| 1956      | I Love Lucy                    | Helicopter Dispatcher     | Episódio "Bon Voyage"                       |
| 1956      | Crusader                       | Ernie Duchek              | "The Syndicate"                             |
| 1956      | Sheriff of Cochise             | Greenbriar Merritt        | "Closed for Repairs"                        |
| 1957-1960 | Have Gun – Will Travel         |                           | 3 episódios                                 |
| 1958      | Bachelor Father                |                           | Episódio "Bentley and the Finishing School" |
| 1960      | The Gale Storm Show            | Freddy Morell             | 1 episódio                                  |
| 1960      | The Tab Hunter Show            | Técnico                   | 1 episódio                                  |
| 1959-1961 | The Many Loves of Dobie Gillis | vários papeis             | 5 episódios                                 |
| 1961-1963 | The Twilight Zone              |                           | 2 episódios                                 |
| 1962      | The Dick Van Dyke Show         | Mr. Eisenbauer            | 1 episódio                                  |
| 1966-1967 | Run for Your Life              | Harry Krissel             | 3 episódios                                 |
| 1967      | The Andy Griffith Show         | Bradford J. Taylor        | 1 episódio                                  |
| 1968      | Ironside                       | Money Howard              | 1 episódio                                  |
| 1968-1972 | Bonanza                        |                           | 2 episódios                                 |
| 1969      | The Big Valley                 | Juiz Ben Moore            | 1 episódio                                  |
| 1969-1970 | Land of the Giants             |                           | 2 episódios                                 |
| 1969-1970 | The Virginian                  |                           | 2 episódios                                 |
| 1969-1974 | Gunsmoke                       |                           | 3 episódios                                 |
| 1970      | Marcus Welby, M.D.             | Mr. Chambers              | 1 episódio                                  |
| 1970      | Daniel Boone                   | Sweet                     | 1 episódio                                  |
| 1970      | Nanny and the Professor        | Edwin Higgenbotham Botkin | 1 episódio                                  |
| 1971      | Love, American Style           | Archie                    | segmento "Love and the Second Time"         |
| 1972      | Night Gallery                  | Bullivant                 | 1 episódio                                  |
| 1973      | The Streets of San Francisco   | Tim Murphy                | 1 episódio                                  |
| 1975      | Tony Orlando and Dawn          | ele mesmo                 | 1 episódio                                  |
| 1975      | Mitzi and 100 Guys             | ele mesmo                 | 1 episódio                                  |
| 1975      | Cher                           | ele mesmo                 | Emmy                                        |
| 1976      | Donny & Marie                  | ele mesmo                 | Episódio de 6 de abril de 1976              |
| 1980      | Charlie's Angels               | Edward Jordan             | 1 episódio                                  |